# Torsten Voges
Torsten Voges (ur. 1961) – niemiecki aktor filmowy i telewizyjny.

## Życiorys
Debiutował w 1978 roku, jako nastolatek; otrzymał rolę w nominowanym do Złotego Niedźwiedzia dramacie Moritz, lieber Moritz. W pierwszej połowie lat dziewięćdziesiątych gościnnie pojawiał się w niemieckiej telewizji, wkrótce potem przeniósł się do Stanów Zjednoczonych. Swoją karierę w USA rozpoczął od epizodów, które przydzielono mu w sitcomie Kroniki Seinfelda (Seinfeld, 1997) oraz filmie biograficznym Gia (1998). W kultowej komedii braci Coen Big Lebowski (1998) wystąpił następnie jako Franz, członek gangu stereotypowych Niemców. Pojawiał się na drugim planie w kinowych przebojach, takich jak 8 milimetrów (8MM, 1999) czy Boski żigolo (Deuce Bigalow: Male Gigolo, 1999), partnerując Nicolasowi Cage’owi, Jamesowi Gandolfini i Robowi Schneiderowi. Karierę kontynuuje odgrywając postaci jaskrawych Germanów lub Skandynawów.
Oboje jego rodzice są prawnikami. Ukończył szkołę wyższą w San Francisco. Mieszka w Los Angeles wraz ze swoją żoną, Arianą Weil. Posiada dorosłą córkę, Lenę.

## Filmografia
- 2016: 31 jako Death-Head
- 2014: Bullet (Bullet) jako Kruger